# Clean
Clean var ett konstverk skapat av den svenska konstnären Pål Hollender på galleriet Kaustik under Göteborgs Internationella Konstbiennal 2007. Verket bestod av en stor hög med fyra ton kalciumkarbonat vilket skulle symbolisera den mängd kokain som konsumeras i Sverige under ett år. På väggen i lokalen satt en instruktionstext för hur man kunde gömma knark i högen. Verket provocerade Göteborgs stads kulturnämnds ordförande Helena Nyhus till den grad att hon bojkottade invigningen av biennalen och föreslog en etisk policy för kommunalt kulturstöd som bland annat skulle omfatta information om att konstnärer, för att få kulturstöd, måste hålla sig till lagen.
Pål Hollender tilldelades Nöjesguidens Göteborgspris i kategorin konst 2007 för konstverket. 